# Roman Kresta

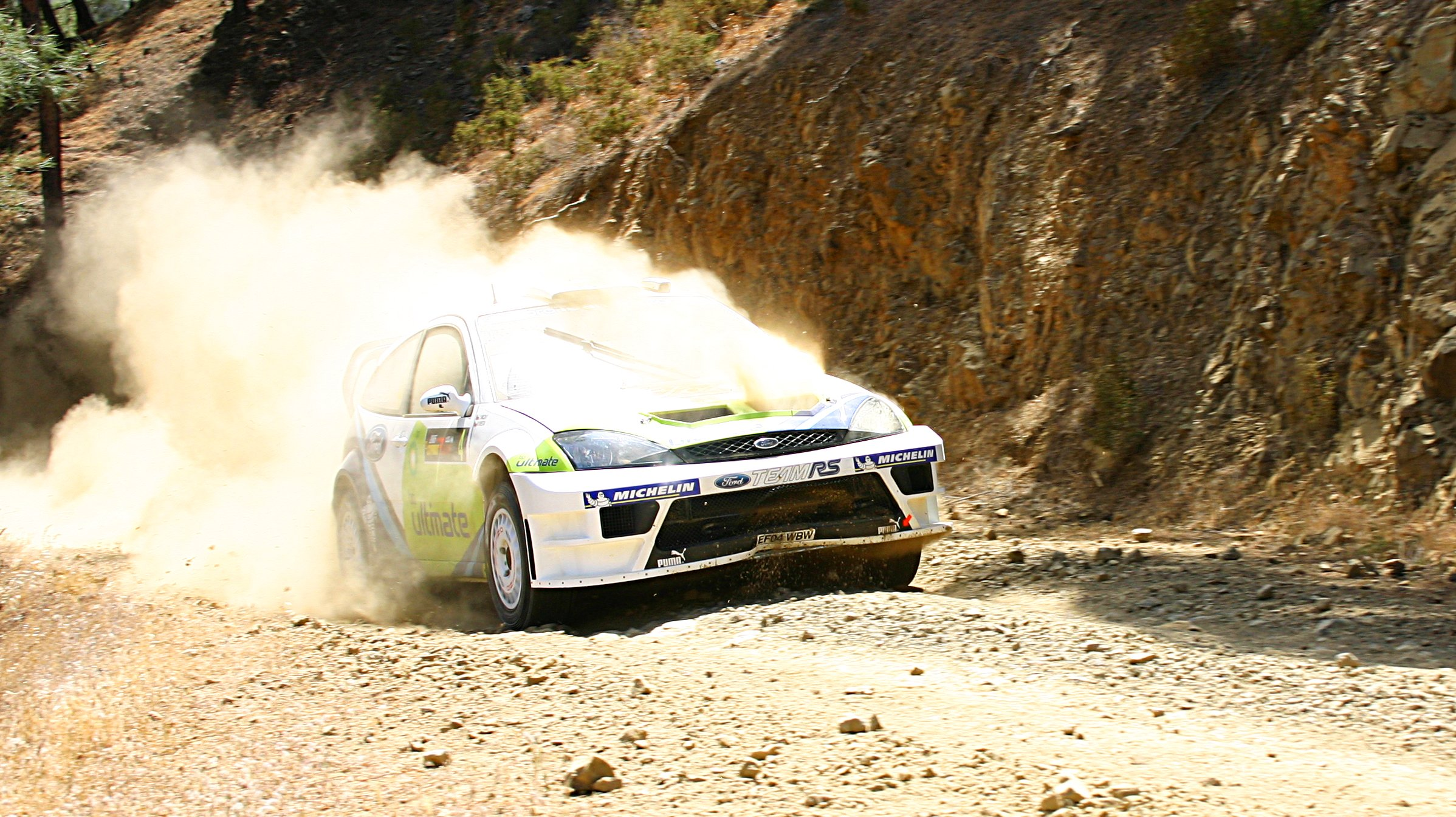
Roman Kresta bei einer Rallye in Zypern.

Roman Kresta (* 24. April 1976 in Gottwaldov) ist ein tschechischer Rallyefahrer.
2000 gewann Kresta mit seinem Beifahrer Jan Tomanek die Tschechische Rallyemeisterschaft. 2001 gaben sie ihr Debüt in der Rallye-Weltmeisterschaft (WRC). Seit 2006 ist Kresta Testfahrer bei Ford.

## WRC Teams
- 2001–2002 Škoda (Fahrzeug: Škoda Octavia WRC)
- 2003 Peugeot
- 2004 5 Rennen für Hyundai, 4 Rennen für Ford, 7 Rennen für Škoda
- 2005 Ford

## Erfolge
- 2000 Tschechische Rallyemeisterschaft.
- Beste WRC Resultate 2005 Platz 5 in Korsika und Katalonien.